# Vote à main levée

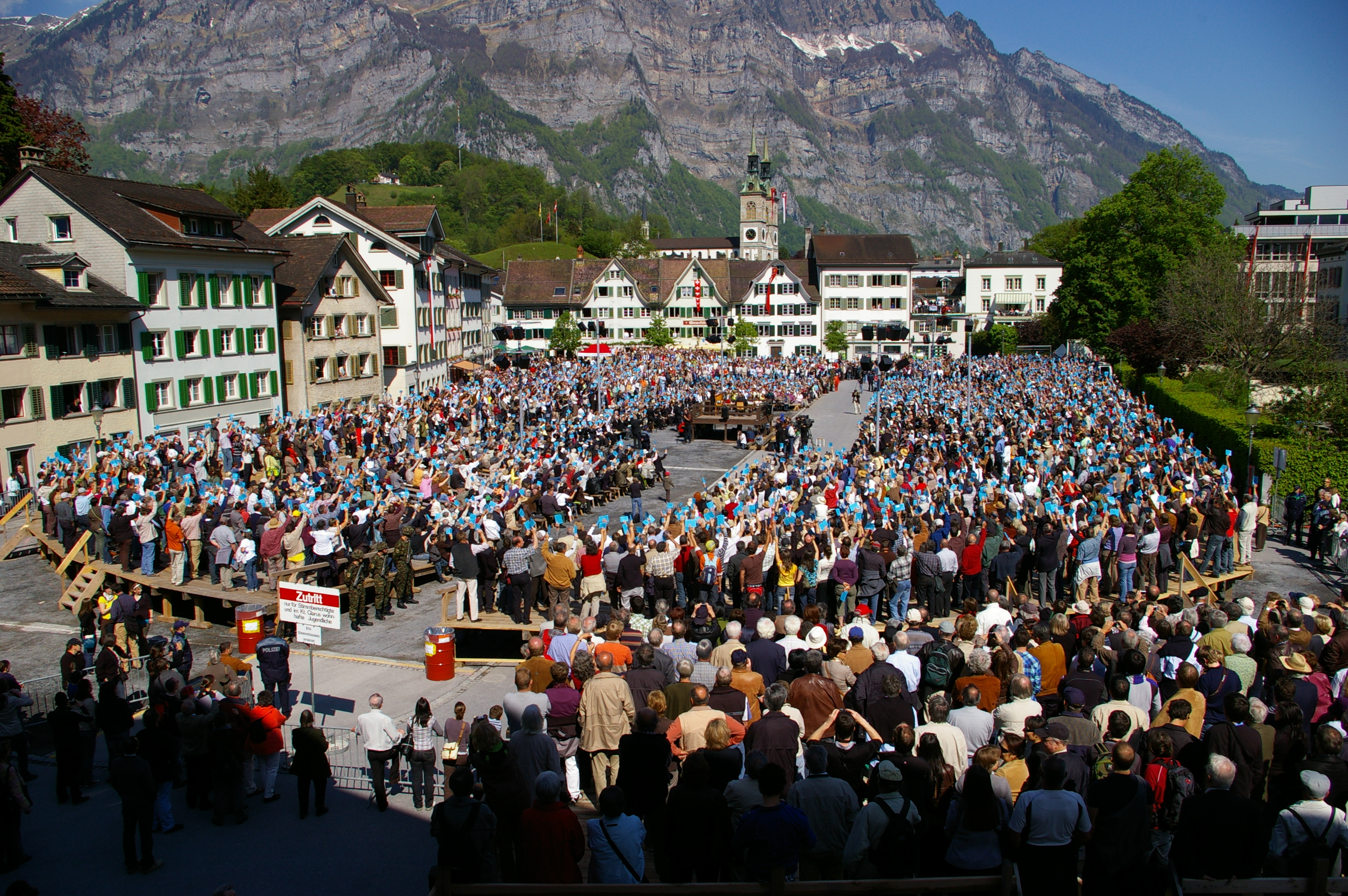
Vote à main levée en Suisse en 2009

Le vote à main levée est la méthode employée lors d'un vote quand on cherche un maximum de rapidité. Il consiste à demander, dans une assemblée, un bras levé pour répondre positivement à une question, un organisateur les décomptant visuellement.

## Utilisations
Ce mode de vote a les avantages d'être rapide et de ne nécessiter aucun matériel (sauf si on le pratique à grande échelle, auquel cas il faut prendre des notes pour consigner les décomptes).
Pour préciser le résultat, il est courant de poser une question « qui est pour ? » et son inverse « qui est contre ? », si le nombre de participants total est mal décompté. On peut également poser la troisième question : « qui s'abstient ? ».
Le vote à main levée est la procédure normale de vote à l'Assemblée nationale française ainsi qu'au Conseil des États (l'une des chambres du parlement suisse).
Il est pratiqué fréquemment dans les assemblées générales d'associations pour les décisions de bureau ou d'activités, dans les grèves étudiantes ou d'entreprises pour la poursuite ou l'arrêt.
Le vote à main levée est utilisé par le peuple de quelques cantons suisses, c'est la Landsgemeinde.

## Inconvénients
Un inconvénient mineur est son manque de précision quand il est employé à une échelle supérieure à la dizaine de votants : c'est pourquoi certains parlements employant le vote à main levée prévoient d'autres moyens de vote en cas de doute.
Il y a également le risque de partialité du décompteur dans le sens du comité organisateur, mais ce risque n'existe que pour le cas où la majorité n'est pas claire. Le vote à main levée est souvent complété d'un scrutin plus formel quand la majorité n'est pas claire.
Selon les détracteurs du vote à main levée, une personne peut être influencée ou intimidée par les autres votants et ne pas oser exprimer sa conviction, même ferme. Les instituts de sondage redressent leurs résultats car ils considèrent que de nombreuses personnes mentent, parce qu'ils n'osent pas exprimer leur opinion à voix haute (en particulier les partisans des partis d'extrême-droite)[réf. nécessaire]. Dans le vote à main levée s'ajoute l'effet de masse.
Certains craignent également qu'il soit possible d'intimider le camp adverse selon l'ordre dans lequel les propositions sont énoncées. Ainsi, il est fréquent dans des assemblées que seule une petite fraction ose lever la main, quelle que soit la question.[réf. nécessaire]. Il est également possible de biaiser le résultat d'un vote en posant les seules questions « qui est contre ? » et « qui s'abstient ? », et supposer que tous les autres sont pour, alors que la majorité n'aurait levé la main à aucune question : c'est considérer que celui qui ne dit rien consent.
On peut au contraire voir cet aspect comme un avantage, obligeant chacun à montrer publiquement son opinion, ce qui pourra le conduire à devoir la défendre en argumentant avec les autres votants. Cela peut responsabiliser le vote. Cela dissuade également le votant de voter suivant son intérêt personnel quand il serait contraire à celui des personnes qu'il est censé représenter. C'est la raison pour laquelle les organisations syndicales défendent cette pratique dans les prises de décision.